# Jabuguillo
Jabuguillo es una localidad española perteneciente al municipio de Aracena, en la provincia de Huelva. En 2017 contaba con 191 habitantes.

## Historia
La localidad pertenece al término municipal onubense de Aracena, en la comunidad autónoma de Andalucía. Hacia 1847 su población ascendía a 75 habitantes. En 2017 contaba con 191 habitantes. Jabuguillo aparece descrito en el noveno volumen del Diccionario geográfico-estadístico-histórico de España y sus posesiones de Ultramar de Pascual Madoz de la siguiente manera:

JABUGUILLO: ald. dependiente del ayunt. y part. jud. de Aracena (1 leg.) en la provincia de Huelva, dióc., aud. terr. y c. g. de Sevilla. Se halla sit. en un llano con libre ventilacion especialmente del O., y clima sano, siendo las intermitentes y pleuresias, las enfermedades mas comunes. Consta de 18 casas de mediana construccion, y entre ellas hay una erm. dedicada á Sta. Marina, para el culto de los fieles, y una fuente de cuyas aguas se surten los vec. El térm. está comprendido en el de su matriz lo mismo que la calidad del terreno. prod.: trigo y centeno. pobl.: 20 vec., 75 alm. riqueza y contr.: con su ayunt. (V.).
(Madoz, 1847, p. 481)

## Patrimonio
- Iglesia de Nuestra Señora del Rosario